# 메이저긴꼬리땃쥐텐렉
메이저긴꼬리땃쥐텐렉(Microgale majori)은 텐렉과에 속하는 포유류의 일종이다. 마다가스카르섬의 토착종이다. 자연서식지는 동부 지역의 습지 숲이며, 마찬가지로 서부 지역 숲에서도 살며, 해발 고도 785m에서 2000m 사이에서 발견된다. 서식 습관은 잘 알려져 있지 않지만, 반-수상 생활을 하는 것으로 간주하고 있다. 이전에는 작은긴꼬리땃쥐텐렉 (Microgale longicaudata)의 이명으로 봤다. 이 학명 이름은 스위스의 동물학자 메이저(C. I. Forsyth Major)의 이름을 따서 지었다,